# 湯沢温泉 (山梨県)
湯沢温泉（ゆさわおんせん）は山梨県南巨摩郡身延町上之平にある温泉。場合によっては下部温泉郷の一部に含まれることもある。

## 泉質
- アルカリ性単純硫黄泉
  - 泉温　16.5℃

## 温泉地
下部温泉から少し離れた山あいに、「不二ホテル」と「長生館」の2軒の旅館が存在する。2軒ともに日帰り入浴可能。
「不二ホテル」では温泉水の宅配も行っている。

## 歴史
下部温泉へ向かう客が富士川の船を利用していた頃、下部の前にある湯の意味で表湯 とも呼ばれていた。
「不二ホテル」の創業は昭和12年創業である。

## アクセス
- JR身延線波高島駅下車、徒歩10分。

- 東京方面
  - 中央自動車道甲府昭和ICより車で60分
  - 中部横断自動車道下部温泉早川ICより車で3分

- 静岡方面
  - 新東名高速道路新清水ICより車で60分